# Libero di vivere, libero di morire
Libero di vivere, libero di morire è il primo album del gruppo musicale italiano Wretched, pubblicato nel 1984.

## Tracce
1. Come un cappio
2. Troppo facile morire
3. Finirà mai?
4. Non ingannarti
5. Devi riuscire
6. Prova a guardare
7. VIRUS 15/5/84
8. Combatti
9. Disperato ma vivo
10. Nessun valore
11. Mai arrendersi
12. Tradizione e gerarchia, le loro catene
13. Quali domani quale futuro
14. Uniti sempre!
15. Dentro te
16. Spero venga la guerra
17. Rifletti

## Formazione
- Gianmario - voce
- Daniele - chitarra
- Gianluca - basso
- Crema - batteria